# Liste der Kreisstraßen in Lübeck
Die Liste der Kreisstraßen in Lübeck ist eine Auflistung der Kreisstraßen in der schleswig-holsteinischen Hansestadt Lübeck.

## Abkürzungen
- K: Kreisstraße
- L: Landesstraße

## Liste
Straßen und Straßenabschnitte, die unabhängig vom Grund (Herabstufung zu einer Gemeindestraße oder Höherstufung) keine Kreisstraßen mehr sind, werden kursiv dargestellt. Der Straßenverlauf wird in der Regel von Nord nach Süd und von West nach Ost angegeben.
| Nr.  | Verlauf |
| ---- | --- |
| K 1  | (Kreis Ostholstein) – Stadtgrenze – Pfingstbusch – Großenhof – Wedenberg – Steenkamp – K 29 – Steenkamp – K 28                                                                                             |
| K 2  | K 30 – Ivendorfer Landstraße – K 10 – Ivendorfer Landstraße – K 20 |
| K 3  | – Travemünder Landstraße – K 30 – Travemünder Landstraße – Auf dem Baggersand – Priwallfähre – Mecklenburger Landstraße – Landesgrenze – (NWM 45 im Landkreis Nordwestmecklenburg, Mecklenburg-Vorpommern) |
| K 4  | K 20 – Kirchplatz – Kücknitzer Hauptstraße – Hochofenstraße – Alt Herrenwyk – Seelandstraße – / – Seelandstraße – K 9                                                                                      |
| K 5  | K 21 – Steinrader Damm – Schönböckener Straße – K 24 – Schönböckener Straße – L 332 |
| K 6  | (K 7 im Kreis Stormarn) – Stadtgrenze – Wesenberger Straße – Niendorfer Hauptstraße – K 17 – Niendorfer Hauptstraße – Niendorfer Straße – August-Bebel-Straße – K 13                                       |
| K 7  | L 92 – Niedernstraße – Stadtgrenze – (K 7 im Kreis Herzogtum Lauenburg) |
| K 8  | L 92 – Vorrader Straße – Vorrader Hauptstraße – Krog – Wulfsdorfer Weg – Blankenseer Straße – – Blankenseer Straße – L 331                                                                                 |
| K 9  | /L 290 – Dänischburger Landstraße – Siemser Landstraße – K 4 |
| K 10 | (Kreis Ostholstein) – Stadtgrenze – Ovendorfer Straße – K 2 |
| K 11 | (K 39 im Kreis Herzogtum Lauenburg) – Stadtgrenze – Beidendorfer Weg – Stadtgrenze – (K 39 im Kreis Herzogtum Lauenburg) – Stadtgrenze – Beidendorfer Hauptstraße – Schanzenbergweg –                      |
| K 12 | (K 47 im Kreis Herzogtum Lauenburg) – Stadtgrenze – Quadebekstraße – L 92 |
| K 13 | L 184/L 332 – An der K 13 – K 21 – Kieler Straße – – Padelugger Weg – K 14 – Buntekuhweg – – Am Moislinger Baum – Moislinger Berg – K 6 – Stecknitzstraße – Geniner Dorfstraße – K 15 – Malmöstraße – L 92 |
| K 14 | – Ziegelstraße – K 13 – Ziegelstraße – K 24 – Ziegelstraße – L 332 |
| K 15 | K 16 – Geniner Straße – – – Geniner Straße – K 13 – Baltische Allee – |
| K 16 | K 25 – Hafenstraße – K 26 – Hafenstraße – Kanalstraße – Hüxterdamm – Hüxtertorallee – K 18 – Hüxtertorallee – K 23 – Kronsforder Allee – K 15 – Kronsforder Allee – /L 92                                  |
| K 17 | K 6 – Nienhüsener Straße – Moorgartener Straße – Schenkenberger Weg – Stadtgrenze – (Kreis Stormarn) |
| K 18 | K 16 – Moltkestraße – Moltkeplatz – Walderseestraße – – Walderseestraße – L 182 – Schlutuper Straße – K 22 – Wesloer Landstraße – K 19 – Wesloer Landstraße –                                              |
| K 19 | K 18 – Kirschenallee – An den Schießständen – L 182 |
| K 20 | (K 15 im Kreis Ostholstein) – Stadtgrenze – Holzweg – Waldhusener Weg – – Solmitzstraße – K 4 – Solmitzstraße – Travemünder Landstraße – K 2 – Travemünder Landstraße – – Travemünder Landstraße           |
| K 21 | (K 78 im Kreis Stormarn) – Stadtgrenze – Steinrader Hauptstraße – K 13 – Steinrader Hauptstraße – K 5 |
| K 22 | K 26 – Gustav-Radbruch-Platz – Roeckstraße – Arnimstraße – – Arnimstraße – K 18 |
| K 23 | L 332 – Puppenbrücke – Holstentorplatz – Possehlstraße – Wallstraße – Mühlenbrücke – K 16 – Ratzeburger Allee – /L 331                                                                                     |
| K 24 | K 5 – Artlenburger Straße – K 14 – Wisbystraße – Sankt-Lorenz-Brücke – Meierstraße – Hansestraße – Töpferweg –                                                                                             |
| K 25 | L 332 – Bei der Lohmühle – K 26 – Bei der Lohmühle – L 309 – Karlstraße – Einsiedelstraße – Eric-Warburg-Brücke – K 16 – Hafenstraße – Neue Hafenstraße – Sandberg –                                       |
| K 26 | L 332 – Stockelsdorfer Straße – – Stockelsdorfer Straße – K 25 – … – K 16 – Brückenweg – Falkenstraße – K 22                                                                                               |
| K 27 | L 309 – Memelstraße – Vorwerker Straße – Friedhofsallee – L 332 |
| K 28 | – Moorredder – K 1 |
| K 29 | – Howingsbrook – K 1 |
| K 30 | (Kreis Ostholstein) – Stadtgrenze – Teutendorfer Weg – K 2 – Teutendorfer Weg – K 3 |
| K 33 | L 92 – Krummesser Landstraße – Stadtgrenze – (K 81 im Kreis Herzogtum Lauenburg) |